# Zonnecollector

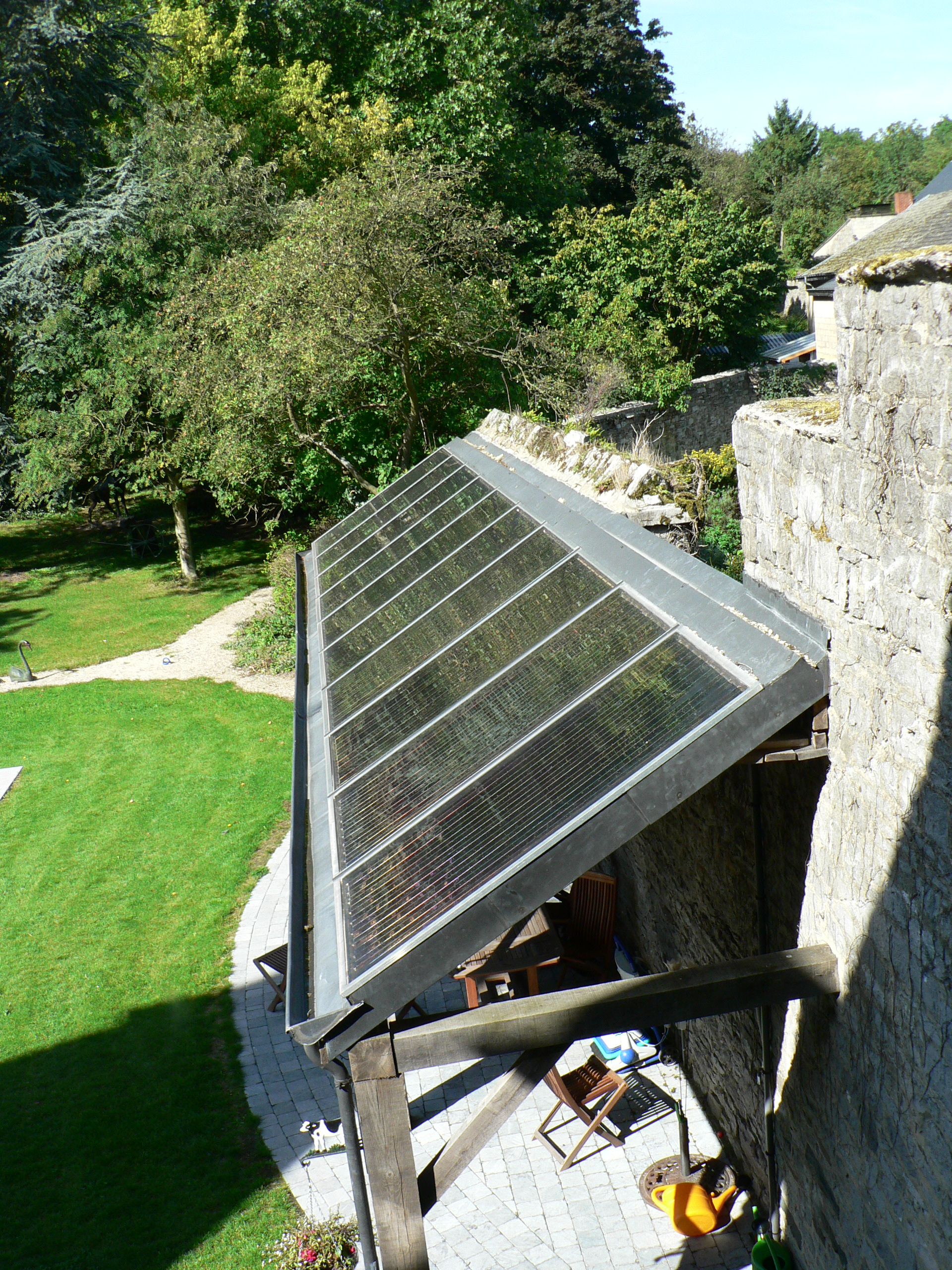
In een dak verwerkte zonnecollectoren verwarmen het zwemwater

Een zonnecollector is een wisselaar die direct en diffuus zonlicht omzet in warmte (niet te verwarren met een zonnepaneel dat voor omzetting van zonlicht naar elektriciteit wordt gebruikt). Zonnecollectoren zijn er in veel verschillende types. Zo zijn er vlakkeplaatcollectoren en vacuümbuiscollectoren. Niet alleen het uiterlijk van de collector kan hier verschillend zijn maar bij een vlakkeplaatcollector kan bijvoorbeeld ook het binnenwerk en verwerkte materialen verschillen. Het binnenwerk en verbindingen van de verschillende collectoren kunnen onder andere het afgiftevermogen en de levensduur van de collectoren beïnvloeden. Ook kan dit de montagemogelijkheden beperken. Isolatiewaardes kunnen verschillen waardoor sommige types minder goed te beïnvloeden zijn door de buitentemperatuur dan andere. Een vlakkeplaatcollector of een vacuümbuiscollector bijvoorbeeld. Ook de vorm van het glas kan belangrijk zijn i.v.m. reflectie en de invalshoek van de zon. De meest bekende varianten zijn wel de vlakkeplaatcollectoren en de vacuümbuiscollectoren. Deze zijn onderling ook onder veel verschillende types te verdelen.

## Typen zonnecollectoren
- Vlakkeplaatcollectoren:
  - Meandercollector
  - Harpcollector
  - Gedeelde harpcollector
  - Parallel meandercollector
- Vacuümbuiscollectoren:
  - Heatpipe
  - Pipe in Pipe directFlow
  - U-pipe directFlow
  - U-pipe CPC directFlow

### Vlakkeplaatcollector

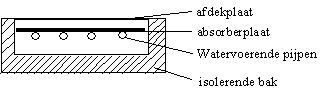
Zonnecollector

De vlakkeplaatcollector is de meest gebruikte collector in Nederland en Vlaanderen. Kleinere collectors van 2 tot 5 m² worden gebruikt om een huishouden van warm water te voorzien en grotere collectors worden gebruikt voor grotere gebouwen.
Het hart van een vlakkeplaatcollector is een zwarte plaat, de absorber. Boven de absorber zit meestal een glazen plaat. Zonlicht wordt als het ware 'gevangen' achter het glas, als in een broeikas. Door de absorber in een isolerende bak te plaatsen houdt hij warmte goed vast. Het gevolg hiervan is dat de temperatuur van de absorber stijgt. Naarmate de temperatuur van de absorber hoger is dan de omgevingstemperatuur zal de warmtestroom van de absorber naar de omgeving groter worden tot die gelijk is aan de opgenomen warmte. De temperatuur van de absorber zal niet verder stijgen.
Om de gewonnen warmte te kunnen gebruiken worden aan de achterkant van de absorber leidingen gemonteerd waardoor water stroomt. De hete absorber geeft zijn warmte af aan het water. Dit water circuleert tussen de collector en de boiler. Dat is een groot opslagvat voor het warme water, waardoor warmte ook beschikbaar is als de zon niet schijnt.

### Vacuümbuiscollector

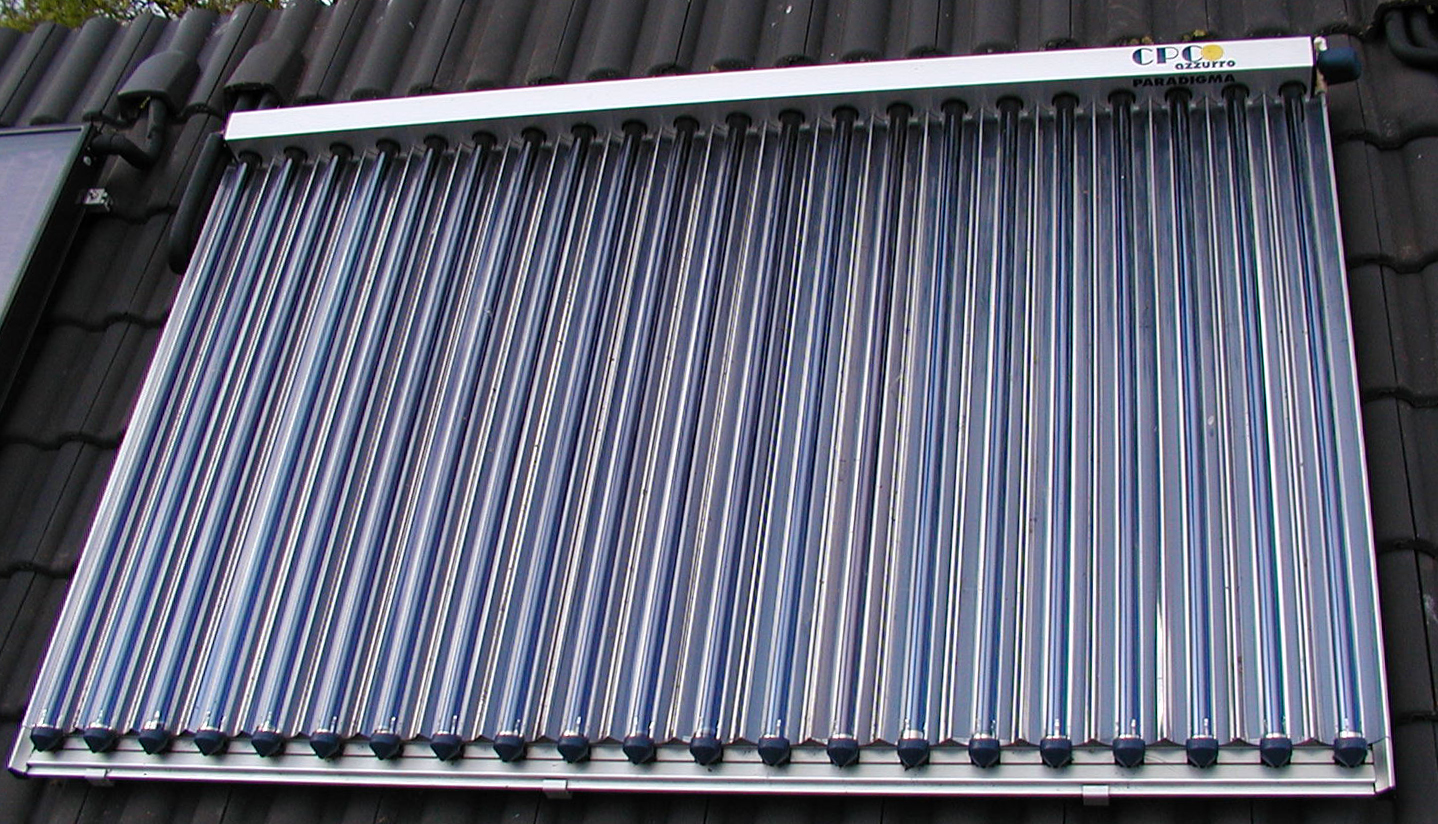
Vacuümbuiscollector

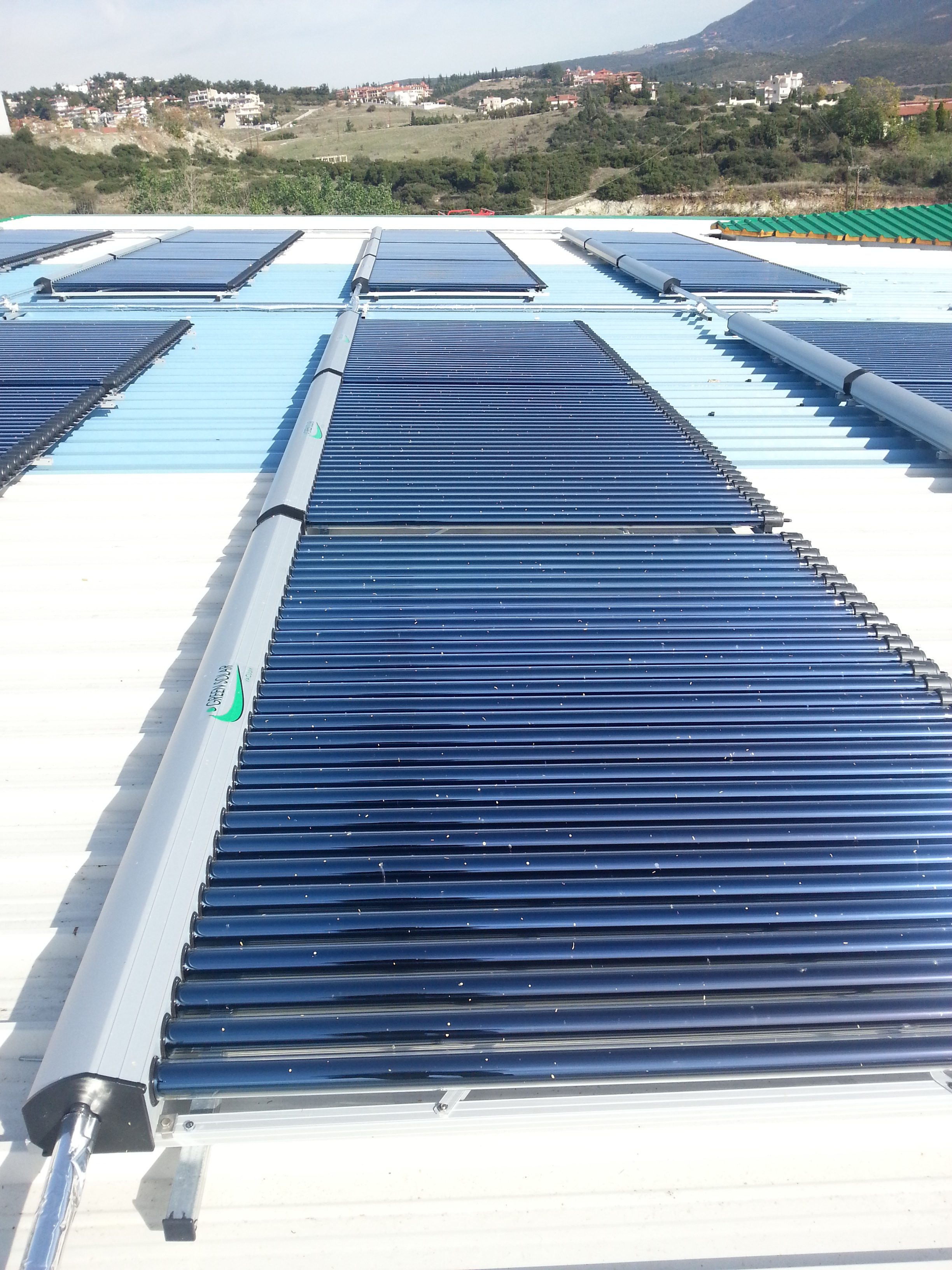
Vacuümbuiscollectors op een plat dak.

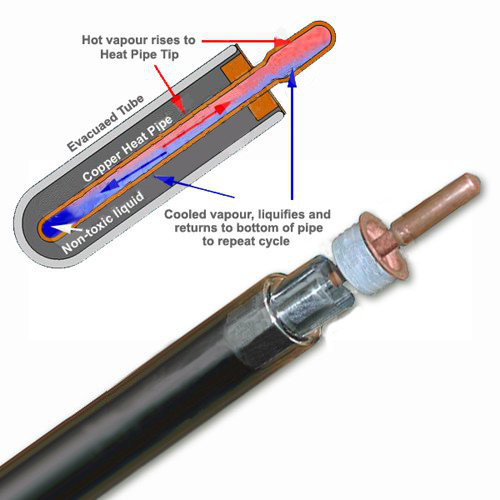
Vacuümbuiscollector constructie

Het werkingsprincipe van de vacuümbuiscollector is te vergelijken met een thermosfles. Twee glazen buizen, de een binnen de ander, zijn van elkaar gescheiden door een vacuüm. Op de buitenkant van de binnenste buis is een zeer dunne spectraalselectieve laag opgedampt. Deze spectraalselectieve laag absorbeert zichtbaar licht en reflecteert het infrarode deel van het elektromagnetisch spectrum. De warmte-energie kan niet uitstralen. Aan één uiteinde van de twee glazen buizen is een opening naar de binnenkant van de binnenste buis. Daar wordt de warmte afgevoerd via een koppeling, een warmtegeïsoleerde leiding waaraan meerdere vacuümbuiscollector haaks zijn gekoppeld.
De werking is als volgt: het zonlicht schijnt door de buitenste glazen buis en het vacuüm op de spectraalselectieve laag op de binnenste buis. De binnenste buis warmt op. De warmte kan niet door het vacuüm ontsnappen en ook niet als warmtestraling: de warmte zit "gevangen". De warmte wordt naar de boiler of vloerverwarming verplaatst door een gesloten systeem van buizen en een pomp via de koppeling met water als medium. Een vernuftig systeem is de heat pipe die zeer eenvoudig en efficiënt de warmte van de binnenste buis kan transporteren naar de koppeling. Bij een heat pipe is het niet nodig om het warmtemedium door het inwendige van de binnenste buis te leiden. De hydraulische weerstand van de vele lange dunne buizen door de collectoren is hoog en zou veel koper kosten. De heat pipe is een enkelvoudige, zeer dunne buis, die zelf het warmtetransport verzorgt met behulp van de zwaartekracht in schuine oriëntatie. Daarom dient dan de vacuümbuiscollector niet horizontaal of verticaal geplaatst te worden.
De vacuümbuiscollector wordt steeds meer toegepast. Het voordeel boven de vlakkeplaatcollector is de productie van water van hoge temperatuur. Dat heeft vooral in een gematigd klimaat veel voordelen buiten de zomer. Ook bij lage buitentemperaturen is bij voldoende zonneschijn extra verwarming van de boiler niet nodig. Het is zelfs zo, dat het water in de boiler kan gaan koken als er geen veiligheidsmaatregelen zijn getroffen.

### Heteluchtzonnecollectoren
Heteluchtcollectoren bestaan uit een metalen of glazen voorzetwand met daarachter een luchtspouw. Er zijn verschillende uitvoeringen, maar het principe is eender. Verse buitenlucht wordt via de metalen wand, al of niet met behulp van ventilatoren, naar binnen gezogen en achter de wand door de zon opgewarmd. Deze voorverwarmde lucht kan eventueel naar een bestaande luchtbehandelingsinstallatie geleid worden of via speciaal aangelegde kanalen verdeeld worden door het gebouw. Deze techniek is voornamelijk geschikt voor utiliteitsbouw. Het rendement is zeer hoog.

## Zonneboiler

Schematische werking zonneboiler: koud leidingwater (A) komt in een geïsoleerd voorraadvat (B). Het collectormedium wordt via de zonnecollector (C) opgewarmd door zonnestraling (D), waardoor het water in het vat verhit wordt en warm water afgegeven kan worden (E). De watertemperatuur in het vat is bovenin (F+) door convectie warmer dan het water onder in het vat (G-)

Een zonneboiler is de aanduiding voor het systeem van een warmwaterboiler tezamen met een zonnecollector. Deze zonnecollector zet hoofdzakelijk de elektromagnetische straling van het zichtbare licht van de zon direct om in warmte. Het is dus geen zonnepaneel of PV-paneel.

### Werking
Het principe van een zonneboiler is eenvoudig: als een tuinslang de hele dag in de zon ligt, wordt het water in de slang erg warm. Zonneboilers maken gebruik van datzelfde principe. Het water in het voorraadvat wordt door de buizen van de collector gepompt en de warmte daarvan bewaard in een geïsoleerd voorraadvat: de boiler. Wanneer de temperatuur in de collector hoger is dan in de boiler zet een regeleenheid, bijvoorbeeld een PLC of opamp, de circulatiepomp aan. Daardoor wordt door het koudere water van de boiler in de collector opgewarmd. Na enige tijd, wanneer de zonnecollector en de boiler bijna dezelfde temperatuur hebben, of wanneer een bepaalde maximale temperatuur is bereikt, schakelt de regeleenheid de pomp uit en het water in de collector stroom onder zwaartekracht terug in het voorraadvat (zodat er geen gevaar is van bevriezen in de collector). De temperatuur in de collector en in de boiler wordt doorgaans gemeten met PTC-weerstanden.
Op deze manier staat er een hoeveelheid warmte beschikbaar om gebruikt te worden op het gewenste moment, al schijnt de zon zwak of helemaal niet. Zelfs in de winter als de zon maar een paar uur schijnt, kan zo'n boiler voldoende warm water produceren om te douchen, te wassen of schoon te maken. Sommige systemen leveren ook een bijdrage aan de ruimteverwarming. Bij toepassing van een thermosifonsysteem is geen pomp en geen regeling nodig, maar wel gebruik van antivries om bevriezen van water in de collector te voorkomen.

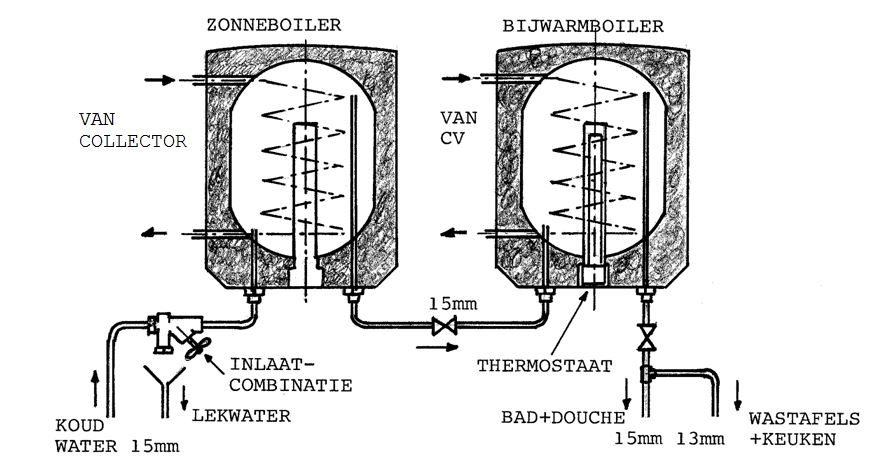
Zonneboiler met naverwarmboiler, verwarmd door de cv-ketel

Bij een geopende warmwaterkraan stroomt het koude leidingwater, al of niet indirect, door het opgewarmde voorraadvat naar de kraan. Als het water niet warm genoeg is, dan brengt bijvoorbeeld de cv-ketel, de geiser, een door cv-water verwarmde naverwarmboiler of een warmtepomp het op de gewenste temperatuur. Dit proces heet naverwarming. Een cv-ketel die geschikt is voor het naverwarmproces dient het Gaskeur NZ-label te dragen. De afwijkende eigenschap van een NZ-labelketel en een reguliere cv-ketel is dat de inlaattemperatuur tot 85 °C of hoger geen probleem vormt voor de cv-ketel.
De collector kan op het dak van een woning worden geplaatst.

### Kosten

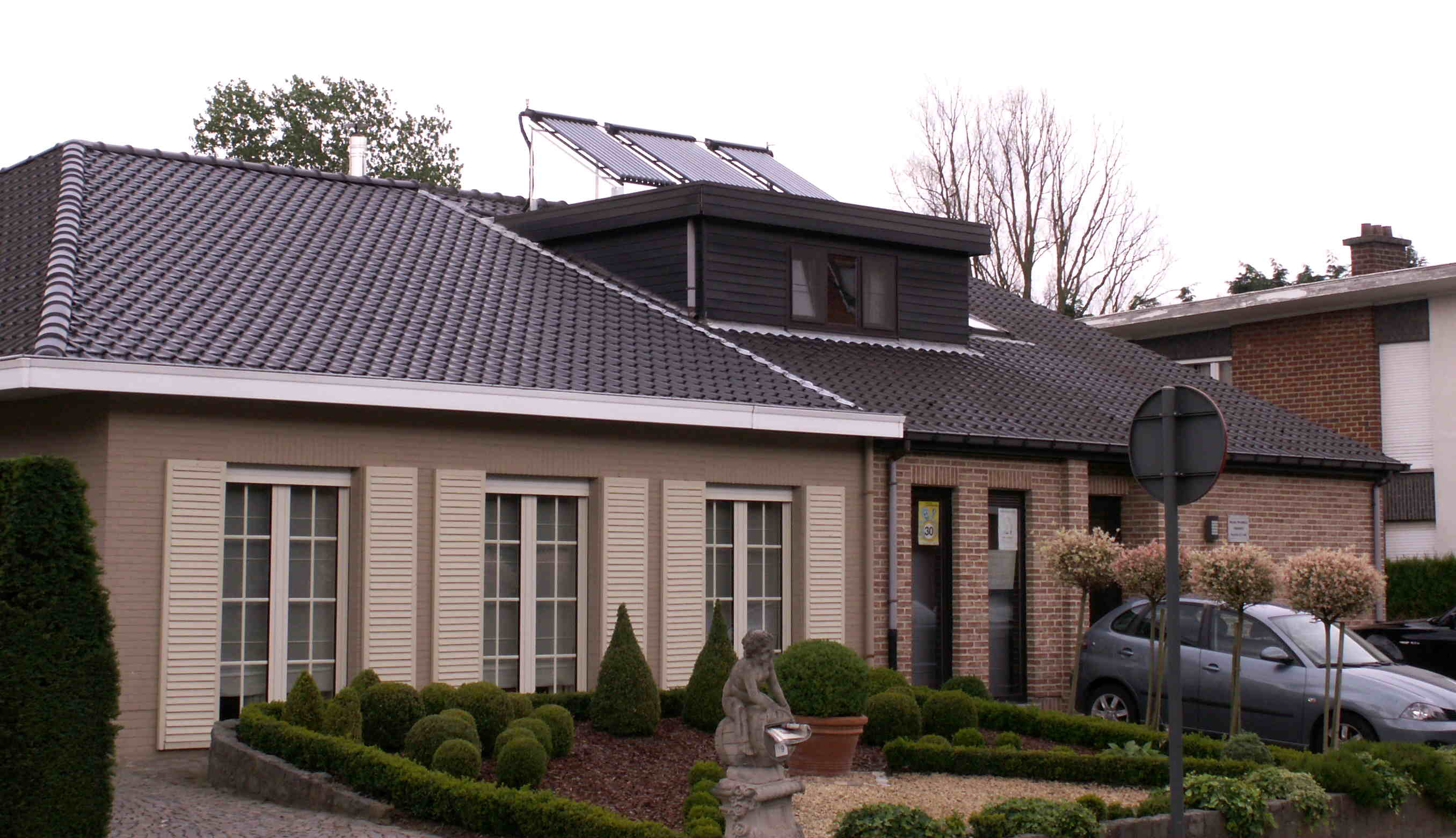
Zonnecollectoren op plat dak

De meest prijsgunstige systemen qua aanschaf en onderhoud zijn vaak de terugloop/leegloopsystemen, doordat daarbij minder componenten worden gebruikt en er geen druk op het systeem staat, zoals bij systemen die met glycol zijn gevuld wel het geval is. Een doorstroomzonneboiler (tapwater loopt door de warmtewisselaar in het vat in plaats van het collectormedium) is een toepassing waarbij legionellabesmetting tot het verleden behoort. De Nederlandse overheid gaf sinds 2008 weer subsidie bij de aanschaf van een zonneboiler. Dit was een aanschafsubsidie van ongeveer 30% van de aanschafprijs van het systeem. De terugverdientijd van een zonneboiler was daarmee zo'n 7 tot 9 jaar, gerekend met een gasprijsstijging van meer dan 7% per jaar. Deze subsidie maakte onderdeel uit van de regeling 'Duurzame warmte voor bestaande woningen', die in 2011 werd beëindigd.
In België bestaat het recht op subsidies naargelang de gemeente, provincie en intercommunale. In Vlaanderen werd in 2012 beslist de tot dan bestaande premie, toegekend door de Vlaamse overheid aan wie investeert in een zonneboiler, op te trekken van 200 naar van € 550 per vierkante meter collectoroppervlakte, begrensd tot maximaal € 2750.

### Energiebesparing
De jaarlijkse besparing van een standaardsysteem met vlakkeplaatcollector bedraagt 80 tot 110 kubieke meter aardgas bij een collectoroppervlak van ongeveer 2,5 tot 3,5 vierkante meter (±3,6 tot 4,2 GJ). De besparing is afhankelijk van het tapwaterverbruik. Voor een gemiddeld huishouden tot vier personen scheelt dat ongeveer de helft van het verbruikte gas voor het verwarmen van het tapwater. De jaarlijkse elektriciteitsbesparing ten opzichte van een elektrische boiler bedraagt ongeveer 800 kWh.
Een vacuümbuissysteem heeft in de winter een wat hoger rendement dan een vlakkeplaatcollector, doordat deze minder warmte verliest aan de omgeving. Hierdoor kan een vacuümbuissysteem ook gebruikt worden voor cv-verwarming en verwarming. Wanneer een systeem met vacuümbuizen wordt gebruikt voor alleen tapwater en cv-verwarming, is er vaak in de zomer veel warmte over, doordat het systeem op de winterperiode wordt gedimensioneerd, of te weinig warmte voor de cv in de winter wanneer het op de zomer(tapwater)behoefte wordt gedimensioneerd. De zonneboiler moet warmer zijn in de winter dan de retourtemperatuur van de cv om iets te kunnen toevoegen. Vaak is de zonneboiler te koud om warmte te kunnen toevoegen aan de cv, doordat de dagen korter zijn en de zon in de winter minder krachtig is en er ook minder zonnige dagen zijn. Wanneer er in de zomer warmte over is, is die niet op te slaan voor de winterperiode, waardoor het totale rendement van zo'n systeem lager uitvalt. De prijs van een vacuümbuis/heatpipesysteem is zo'n 1,5 tot 3 maal hoger dan van een vlakkeplaatsysteem, afhankelijk van het merk van de buizen. Omdat in Nederland de subsidie bedoeld is voor tapwatersystemen, is de subsidie voor systemen van meer dan 6 m² lager dan die voor systemen van kleiner dan 6 m². Tevens geldt er een maximumsubsidie per huishouden van € 1.500 om de kleine systemen aan te moedigen. Op dit moment zit er geen geld in de pot voor de regeling duurzame warmte. Het is niet bekend of deze dit jaar nog wordt aangevuld.
Overtollige zonnewarmte in de zomer kan echter wel opgeslagen worden onder gebouwen die al verwarmd worden met een warmtepomp. Zodoende wordt 's zomers het grondwater onder een gebouw verwarmd. Zonneboilers kunnen zo het rendement van een warmtepompinstallatie verhogen en daarmee de CO2-belasting door gebouwverwarming nog verder verlagen.

### Bouwvergunning
In het Vlaams Gewest is geen bouwvergunning nodig voor het plaatsen van een zonneboiler of fotovoltaïsche zonnecellen op een plat dak of van maximaal 20% van de oppervlakte van een schuin dak. In Nederland ook niet, zolang het niet op een rijksmonument wordt geplaatst, de hoek op een schuin dak gelijk is aan de dakhelling en op een plat dak de afstand tot de rand evenveel is als de hoogte van de collector.

### Legionellabacterie

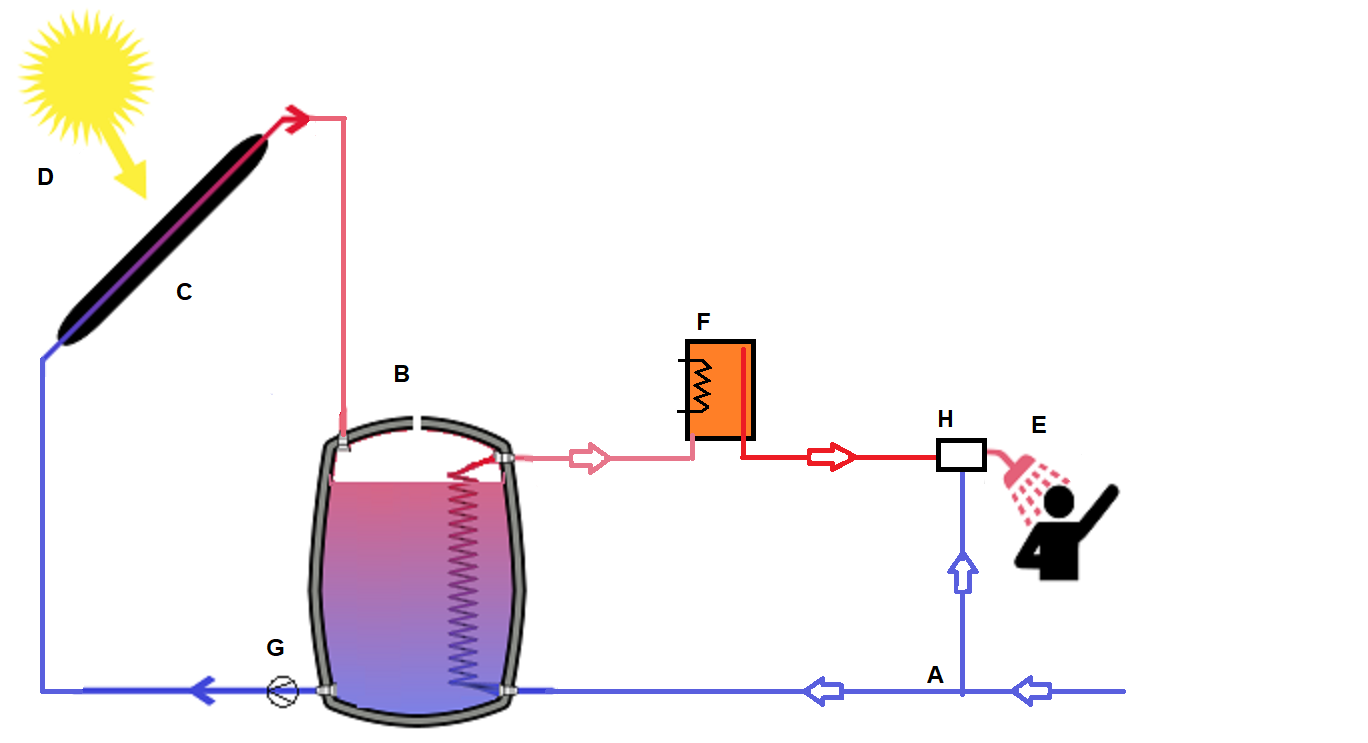
Doorstroom zonnecollector met naverwarmingsboiler.
A = aanvoer koud leidingwater
B = open voorraadvat met warmtewisselaar
C = collector
D = zonnewarmte
E = douche
F = naverwarmingsboiler
G = circulatiepomp
H = mengkraan

Bij een zonneboiler in zijn eenvoudigste vorm bestaat een kans op de aanwezigheid van legionellabacteriën. Wanneer water met deze legionella bacterie verneveld wordt (douche) en in de longen komt, kan dit de veteranenziekte veroorzaken.
De legionellabacterie ontwikkelt zich gedurende enkele dagen in stilstaand lauw water van 25°-45°C. Dit kan dus bij de zonneboiler voorkomen als het water in het voorraadvat gedurende lange tijd stabiel matig warm is. Dit zal in de praktijk bijna niet gebeuren. Alleen als de inhoud van het vat te groot is gekozen ten opzichte van de zonnecollector, waardoor er slechts geringe temperatuurfluctuaties optreden, zal dit bij die installatie soms het geval kunnen zijn.
Door de natuurlijke variatie in zonne-intensiteit (bewolkt-onbewolkt) en het regelmatig gebruik, zullen de temperatuursfluctuaties zeer groot zijn. Dat moet ook wel, omdat in een goed gedimensioneerd systeem, bij normaal gebruik de temperatuur in het vat aanzienlijk zal dalen. Dan wordt de opwarming pas begrensd vlak voor het kookpunt. Daarna kan men dan enkele dagen vooruit met het gebruik van warm water bij bewolkt weertype en zakt de boilertemperatuur van 90°C tot 40°C en dan is het te koud voor direct gebruik. Mocht dat weertype te lang duren dan is de tijdsduur gedurende dat het water 40°C is, kort ten opzichte van de tijd die de legionellabacterie nodig heeft om te groeien. Alleen wanneer er gedurende vele dagen precies zoveel opwarming door zonneinstraling is als afkoeling door het verbruik, dan bestaat de kans op legionellavorming in het voorraadvat.
Maar om toch eventuele aansprakelijkheid uit te sluiten, kunnen zonneboilers worden voorzien van een elektrisch systeem dat wekelijks het water gedurende een half uur tot boven de 60° verwarmt. Dan is het 100% zeker dat alle legionellabacerieën zijn gedood, ten koste van dure elektriciteit. Dit is ook het geval bij gebruik van een naverwarmboiler, hierin zal het water altijd verwarmd worden tot ca. 80°C wat de legionellabacterie niet overleeft.
Een zeer elegante oplossing is het gebruik van een warmtewisselaar in het opslagvat voor de opwarming van het gebruikswater op het moment dat het nodig is (doorstroomsysteem). Het drinkwater blijft dan gescheiden van het water voor de warmteopslag. Vanwege de zeer geringe hoeveelheid water in de warmtewisselaar wordt deze bij bijna elk gebruik doorgespoeld. Bovendien is zo een warmtewisselaar bijna altijd gemaakt van koper, het beste materiaal tegen legionella.

### Thermosifonsysteem

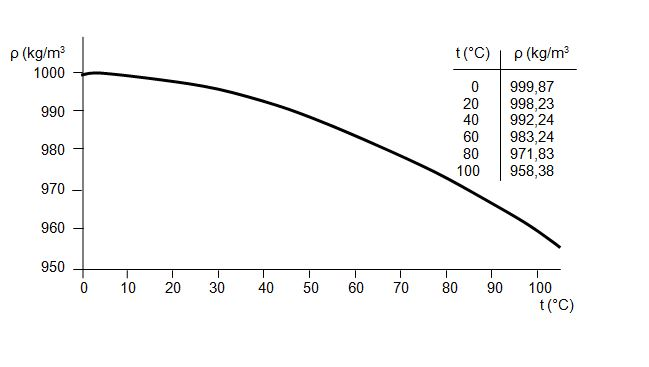
Dichtheid van water in relatie tot de temperatuur

Bij toepassing van een zelfwerkend thermosifonsysteem voor de watercirculatie in het verwarmende circuit van een zonneboiler is er geen circulatiepomp nodig en geen regeling. Vragen daarbij zijn:
- Is er voldoende circulatiekracht?
- Wat wordt het overgedragen vermogen?
- Vindt er 's nachts geen terugstroming van het opgewarmde water plaats?

#### De dichtheid van water
Het thermosifonsysteem is gebaseerd op een natuurlijke stroming die ontstaat door verschillen in dichtheid van het warme en koude water in het verwarmende circuit van het systeem. De grafiek geeft het verband tussen de temperatuur en de dichtheid van water. Als er in het verwarmende circuit een andere vloeistof dan water wordt gebruikt (bijvoorbeeld koelvloeistof), dan zullen de dichtheidswaarden anders liggen.

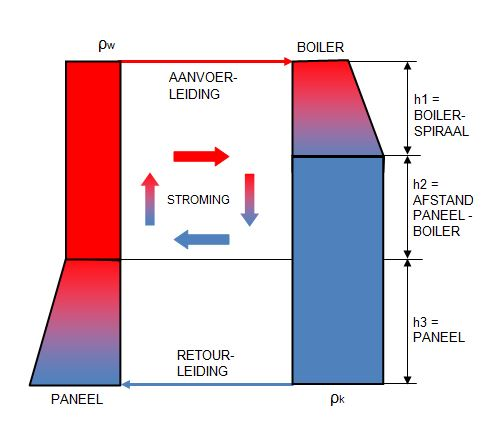
Principe van een zonneboiler met een thermosifonsysteem

Het principe van het thermosifonsysteem kan worden geïllustreerd door de dichtheid van het medium in het systeem voor te stellen door de breedte van balken in een evenwichtsplaatje. In deze voorstelling staat het zonnepaneel (de collector) links en de boiler rechts. Uiteraard zijn er ook verbindingsleidingen waarin het water een bepaalde temperatuur en dus een bepaalde dichtheid heeft. Alleen de verticale afstanden spelen een rol, de horizontale verbindingsleidingen zijn niet interessant.
Op de onderkanten van het linkerbeen (collector) en van het rechterbeen (boiler) komt een bepaalde druk te staan, gegeven door de formule:
{\displaystyle p=\rho \cdot h\cdot g}
Hierin is:
- p = druk op onderzijde been (N/m²)
- ρ = dichtheid medium (kg/m³)
- h = hoogte van de vloeistofkolom (m)
- g = versnelling van de zwaartekracht (9,81 m/s²)

Het drukverschil dat voor de circulatie zorgt wordt gegeven door de totale druk van alle vloeistofkolommen links te verminderen met de totale druk van alle vloeistofkolommen rechts. Als voorbeeld zie de principeschets.

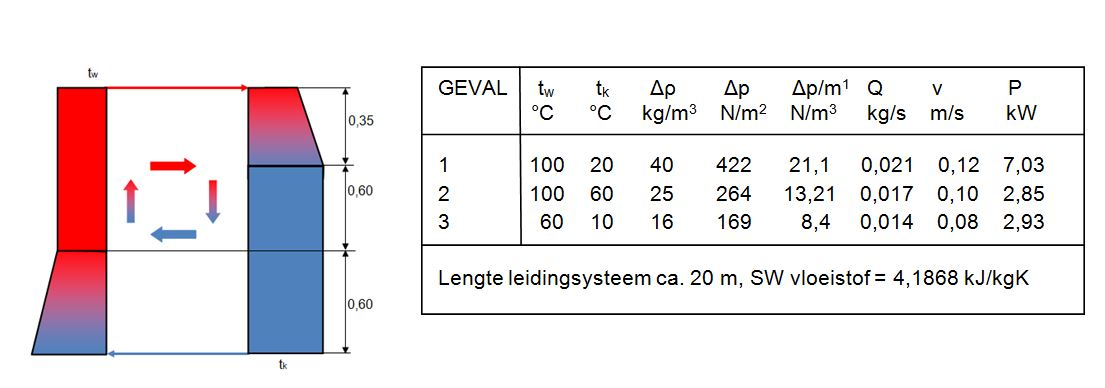
Overgedragen vermogen van een thermosifonsysteem bij verschillende verschiltemperaturen

#### Berekening van het vermogen
Het overgedragen vermogen P van het thermosifonsysteem is een functie van het temperatuurverschil tussen het hete en de koude been en van de optredende stroomsnelheid. Dit laatste hangt weer samen met de weerstanden in de verbindingsleidingen. Handboeken over centrale verwarmingsinstallaties geven details over de weerstand van leidingsystemen en de optredende stroomsnelheid bij een gegeven drukverschil. Als voorbeeld: in een zonneboiler met een 2 m² collector en een 100 liter boiler met een onderling hoogteverschil van 60 cm kan het thermosifonsysteem bij een Δ t van 80 °C een vermogen van ca. 7 kW overdragen. Naarmate de boiler opwarmt (of de collector minder zon opvangt) wordt het overgedragen vermogen lager. De figuur toont enige getallen voor een concreet uitgevoerd systeem, bij verschillende verschiltemperaturen. In werkelijkheid kan het maximale vermogen niet hoger worden dan het oppervlak van de collector × de zonneconstante × het rendement. Bij een 2 m² collector met een rendement van 50% en een zonneconstante van 1,35 kW/m² wordt dit ongeveer:
{\displaystyle 2\cdot 1,35\cdot 0,5=1,35kW}
Dit is voldoende om een boiler van 100 liter gedurende de dag te verwarmen van 20 °C tot 80 °C.
Legenda bij de figuren:

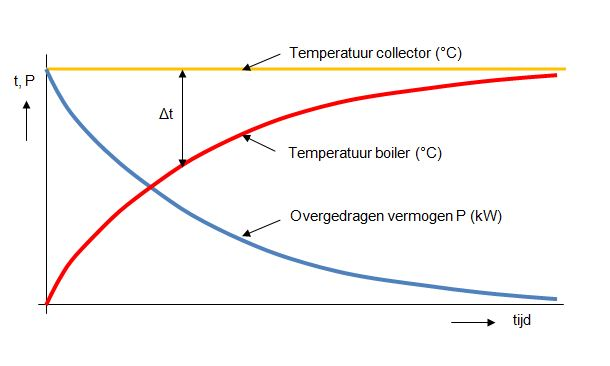
Verloop van het overgedragen vermogen van een zonneboiler in de tijd

- tw = temperatuur heet water van collector naar boiler
- tk = temperatuur retourwater van boiler naar collector
- Δρ = verschil in dichtheid koud - warm verwarmend medium
- Δp = drukverschil door verschil in dichtheid
- Δp/m¹ = drukverschil per meter leiding
- Q = stroomsterkte verwarmend medium
- v = stroomsnelheid verwarmend medium
- P = overgedragen vermogen
- Tll = temperatuur leiding links
- Tlr = temperatuur leiding rechts

Het berekende vermogen P van het zonneboilersysteem is steeds een momentopname, anders gezegd het aanvangsvermogen voor een aantal aangenomen gevallen, omdat steeds naarmate de boiler warmer wordt het vermogen daalt door afnemende Δt.
{\displaystyle P=\Delta t\cdot Q\cdot SW}
Hierin is:
- P = overgedragen vermogen (kW)
- Δt = temperatuurverschil collector - boiler (K)
- Q = massastroom verwarmende vloeistof (kg/s)
- SW = soortelijke warmte van de vloeistof (kJ/kgK)

#### Benodigd vermogen
Om een boiler met een inhoud van 100 liter water (specifieke warmte 4,186 kJ/kgK) te verwarmen van 20 °C tot 80 °C is nodig:
{\displaystyle 100\cdot (80-20)\cdot 4{,}186=25116kJ}
Als deze energie gedurende 6 zonne-uren aan de collector geleverd wordt is het gemiddelde overgedragen vermogen:
{\displaystyle {\frac {25116}{6\cdot 3600}}=1{,}163kW}
Hieruit volgt dat een 2 m² collector in staat is om een 100 liter boiler dagelijks te verwarmen. Bij deze berekening is geen rekening gehouden met waterverbruik gedurende de dag. Als de boiler gedurende de dag warm water levert en daar koud water voor in de plaatst komt, zal het overdragen vermogen door een gemiddeld hoger temperatuursverschil tussen collector en boiler wat hoger worden.

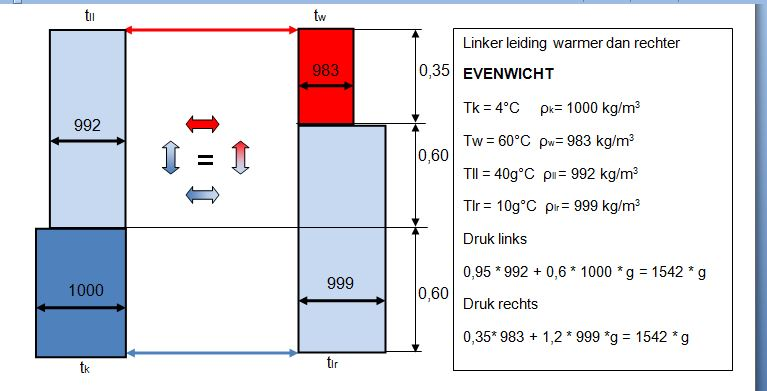
Evenwicht in een thermosifonsysteem

#### Ongewenste terugstroming
Bij een thermosifonsysteem zou ongewenste terugstroming kunnen optreden als het temperatuurverschil tussen het hete en het koude been omdraait. Bij een zonneboiler doet zich dit 's nachts voor. Om terugstroming te voorkomen zou er een terugslagklep of een magneetklep in het leidingsysteem gebouwd moeten worden. De extra weerstand die dit oplevert en de benodigde sturing van een magneetklep maken deze oplossingen onaantrekkelijk. Het blijkt dat terugstroming voorkomen kan worden door het koude been (collector) lager te plaatsen dan het hete been (boiler). De verbindingsleidingen moeten goed geïsoleerd worden. Er ontstaat evenwicht bij een bepaalde combinatie van temperaturen, waarbij de toevoerleiding (boven de collector, Tll) warmer blijft dan de retourleiding (onder de boiler, Tlr). De figuur geeft de optredende dichtheidsverschillen grafisch weer. Bij deze opstelling en de gegeven maatvoering is er evenwicht en vindt er geen terugstroming plaats.

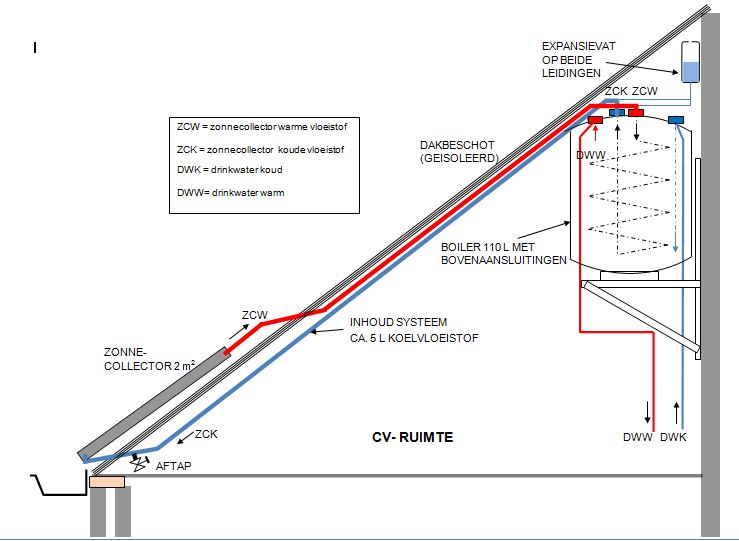
Opstelling van een zonneboilersysteem met thermosifon

De opstellingsschets geeft een concreet gerealiseerd systeem weer, waarbij geen terugstroming plaatsvindt. De toegepaste boiler heeft alle aansluitingen aan de bovenkant, maar dat blijkt de circulatie niet te belemmeren. Met een 2 m² collector verkrijgt men op een zonnige dag 110 liter heet water, temperatuur 60 - 90 °C.
Een andere manier om terugstroming te voorkomen is het toepassen van een zogenoemd warmteslot. Daarbij wordt de warme aanvoerleiding vanuit de boiler eerst 50 cm naar beneden gevoerd en loopt daarna eventueel omhoog verder naar de collector. De daling in de leiding voorkomt dat het warme water uit de boiler kan opstijgen naar de collector en er zo een thermosifon kan ontstaan.